# Luca de la Torre
Luca de la Torre (San Diego, 1998. május 23. –) amerikai válogatott labdarúgó, a San Diego játékosa kölcsönben a spanyol Celta Vigo csapatától.

## Pályafutása

### Klubcsapatokban
De la Torre az amerikai San Diego városában született. Az ifjúsági pályafutását a Nomads és a San Diego Surf csapatában kezdte, majd az angol Fulham akadémiájánál folytatta.
2017-ben mutatkozott be a Fulham másodosztályban szereplő felnőtt keretében. 2020-ban a holland Heracleshez igazolt. 2022. július 8-án négyéves szerződést kötött a spanyol első osztályban érdekelt Celta Vigo együttesével. Először a 2022. augusztus 20-ai, Real Madrid ellen 4–1-re elvesztett mérkőzés 87. percében, Renato Tapia cseréjeként lépett pályára.
2025. január 21-én kölcsönbe került vételi opcióval az amerikai San Diego csapatához.

### A válogatottban
De la Torre az U17-es, az U19-es és az U20-as korosztályú válogatottakban is képviselte Amerikát.
2018-ban debütált a felnőtt válogatottban. Először 2018. június 2-ai, Írország ellen 2–1-re elvesztett mérkőzés 77. percében, Rubio Rubint váltva lépett pályára.

## Statisztikák
2023. június 4. szerint
| Klub       | Szezon   | Osztály      | Bajnokság | Bajnokság | Kupa  | Kupa | Nemzetközi | Nemzetközi | Összesen | Összesen |
| Klub       | Szezon   | Osztály      | Meccs     | Gól       | Meccs | Gól  | Meccs      | Gól        | Meccs    | Gól      |
| ---------- | -------- | ------------ | --------- | --------- | ----- | ---- | ---------- | ---------- | -------- | -------- |
| Fulham     | 2016–17  | Championship | 0         | 0         | 2     | 0    | —          | —          | 2        | 0        |
| Fulham     | 2017–18  | Championship | 5         | 0         | 0     | 0    | —          | —          | 5        | 0        |
| Fulham     | 2018–19  | Championship | 0         | 0         | 2     | 1    | —          | —          | 2        | 1        |
| Fulham     | 2019–20  | Championship | 2         | 0         | 2     | 0    | —          | —          | 4        | 0        |
| Fulham     | Összesen | Összesen     | 7         | 0         | 6     | 1    | 0          | 0          | 13       | 1        |
| Heracles   | 2020–21  | Eredivisie   | 32        | 1         | 1     | 0    | —          | —          | 33       | 1        |
| Heracles   | 2021–22  | Eredivisie   | 34        | 1         | 2     | 0    | —          | —          | 36       | 1        |
| Heracles   | Összesen | Összesen     | 66        | 2         | 3     | 0    | 0          | 0          | 69       | 2        |
| Celta Vigo | 2022–23  | La Liga      | 28        | 0         | 2     | 1    | —          | —          | 30       | 1        |
| Összesen   | Összesen | Összesen     | 101       | 2         | 11    | 2    | 0          | 0          | 112      | 4        |

### A válogatottban
| Válogatott       | Év       | Pályára lépés | Gól |
| ---------------- | -------- | ------------- | --- |
| Egyesült Államok | 2018     | 1             | 0   |
| Egyesült Államok | 2021     | 3             | 0   |
| Egyesült Államok | 2022     | 8             | 0   |
| Egyesült Államok | 2023     | 8             | 0   |
| Egyesült Államok | 2024     | 4             | 1   |
| Összesen         | Összesen | 24            | 1   |

## Sikerei, díjai
Amerikai U20-as válogatott
- U20-as CONCACAF-bajnokság
  - Győztes (1): 2017

Amerikai válogatott
- CONCACAF Nemzetek ligája
  - Győztes (1): 2022–23